# Zincarlin
Lo zincarlin è un formaggio transfrontaliero: la sua zona di produzione comprende la Valle Intelvi e le zone montuose del Lario occidentale Provincia di Como, la Valle di Muggio in Ticino, e la parte nord della provincia di Varese.
Sul versante italiano, in provincia di Como, zona Val d'Intelvi, viene prodotto a partire dalla ricotta (mascarpa in dialetto locale), aromatizzato con sale, pepe e talvolta anche con erbette finemente triturate. È di colore tra il bianco ed il giallastro, in funzione della stagionatura.
Oggi la produzione è quasi scomparsa. Anticamente veniva preparato a partire dalla ricotta d'alpeggio nella stagione estiva e veniva conservato fino in inverno in particolari mobili detti marne. Se fresco è di colore bianco, ma col passare del tempo assume una colorazione brunastra e un sapore piccante.
In provincia di Varese, dove prende anche il nome di sancarlin, viene utilizzata la formaggina, aromatizzata con pepe, aglio e talvolta prezzemolo tritato.

## Lo "zincarlin da la Val da Mücc", presidio Slow food[3]
Lo zincarlin del Presidio è un formaggio a pasta cruda prodotto sul versante svizzero del Monte Generoso, nel Canton Ticino. La forma ricorda quella di una tazzina capovolta.
Quando è fresco, pesa circa quattrocento grammi.
Si produce di norma con latte vaccino, ma è tradizionale aggiungere piccole quantità di latte di capra quando è stagione. Il latte utilizzato è crudo. La cagliata, ottenuta con una coagulazione lattico-presamica è lasciata coagulare per 24 ore. Quindi è fatta scolare in un telo per almeno ventiquattro ore fino a raggiungere la giusta consistenza. Il tempo di scolatura dipende dalle condizioni climatiche. Se la consistenza della pasta non soddisfa essa può essere pressata per alcune ore.
In seguito la massa, chiamata dai produttori “pasta”, è mischiata con una quantità adeguata di pepe e sale, dopodiché si procede a modellare le forme a mano.
Lo Zincarlin si consuma dopo una stagionatura di due mesi e oltre.
La maturazione avviene in cantine semi-interrate, con caratteristiche specifiche al massiccio del Monte Generoso. Per evitare lo sviluppo di muffe non desiderate l'esterno è trattato con vino bianco e sale quasi quotidianamente.
Durante il periodo di stagionatura, lo Zincarlin si trasforma: si forma una pelle di colore giallo-rossiccia, la pasta si fa morbida e pastosa, le note olfattive e organolettiche si arricchiscono in complessità e persistenza.
Quando è nato il Presidio, lo zincarlin stagionato non esisteva quasi più: carenze strutturali, unite a un maggiore dispendio di lavoro ed energie avevano, da tempo, orientato i casari della Valle di Muggio verso la commercializzazione del prodotto fresco. Rimaneva solo una tradizione familiare.